# Tour de France 1939
| 33. Tour de France 1939 – Endstand |                      |                           |
| Streckenlänge                      | 18 Etappen, 4225 km  | 18 Etappen, 4225 km       |
| Toursieger                         | Sylvère Maes         | 132:03:17 h (31,994 km/h) |
| Zweiter                            | René Vietto          | + 30:38 min               |
| Dritter                            | Lucien Vlaemynck     | + 32:08 min               |
| Vierter                            | Mathias Clemens      | + 36:09 min               |
| Fünfter                            | Edward Vissers       | + 38:05 min               |
| Sechster                           | Sylvain Marcaillou   | + 45:16 min               |
| Siebenter                          | Albertin Disseaux    | + 46:54 min               |
| Achter                             | Jan Lambrichs        | + 48:01 min               |
| Neunter                            | Albert Ritserveldt   | + 48:27 min               |
| Zehnter                            | Cyriel Vanoverberghe | + 49:44 min               |
| Bergwertung                        | Sylvère Maes         | 86 P.                     |
| Zweiter                            | Edward Vissers       | 84 P.                     |
| Dritter                            | Albert Ritserveldt   | 71 P.                     |
| Teamwertung                        | Belgien B            | Belgien B                 |

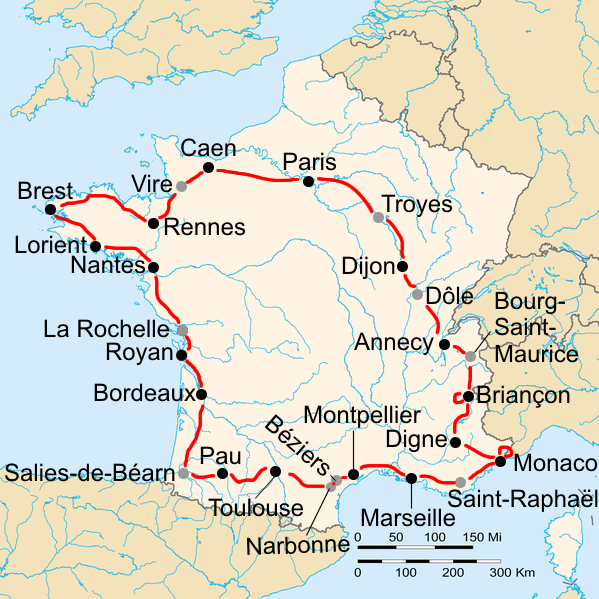
Strecke der Tour de France 1939. Gegen den Uhrzeigersinn gefahren mit Start und Ziel in Paris

Die 33. Tour de France fand vom 10. bis 30. Juli 1939 statt und führte über 4224 km auf 18 Etappen. Viele dieser Teilstücke waren in Halb- und Dritteletappen aufgeteilt. Es nahmen 79 Rennfahrer teil, von denen 49 das Ziel erreichten.
Kurz vor dem Ausbruch des Zweiten Weltkrieges in Europa schickten Deutschland, Italien und Spanien keine Mannschaften zur Tour. Um dennoch mit einem genügend großen Fahrerfeld zu starten, entschloss sich die Tourleitung, zwei belgische und fünf französische Teams aus den verschiedenen Regionen des Landes zuzulassen. Während des Zweiten Weltkrieges fanden keine Radrennen statt, es dauerte acht Jahre, bis die Fahrer bei der Tour de France 1947 wieder in den Sattel stiegen.

## Rennverlauf
Der Vorjahressieger Gino Bartali konnte wegen des Verzichts der italienischen Mannschaft seinen Titel nicht verteidigen. Der Franzose René Vietto übernahm bereits in der Bretagne auf der vierten Etappe das Gelbe Trikot. Durch Viettos starken Auftritt in den Pyrenäen lag er bis zu den Alpen stets einige Minuten vor seinem schärfsten Verfolger, dem Belgier Sylvère Maes.
Auf der Königsetappe der 33. Tour de France von Digne-les-Bains nach Briançon konnte Maes sich als deutlicher Etappensieger dann aber in die Spitzenposition bringen und diese bis nach Paris verteidigen. Auf der längsten Etappe über drei schwere Pässe gewann Maes und brachte einen Abstand von rund 17 Minuten zwischen sich und Vietto. Weitere 10 Minuten verlor Vietto beim Einzelzeitfahren am nächsten Tag. Maes gewann zudem die Bergwertung. Seine Durchschnittsgeschwindigkeit betrug 31,986 km/h. die Teamwertung holte sich eine belgische Mannschaft.

## Trivia
2016 wurde bekannt, dass der britische Radsportjournalist Guy Andrews im Archiv der Fotoagentur Magnum 30 Kontaktabzüge von Bildern der Tour 1939 fand, die der berühmte Fotograf Robert Capa erstellt hatte. Da Capa in den Jahren zuvor als Kriegsfotograf tätig war, gelten diese Bilder als außergewöhnlich, und ihre Existenz war kaum bekannt.

## Die Etappen
| Etappen        | Start – Ziel                           | km         | Etappensieger       | Gelbes Trikot   |
| -------------- | -------------------------------------- | ---------- | ------------------- | --------------- |
| 1. Etappe      | Paris – Caen                           | 215        | Amédée Fournier     | Amédée Fournier |
| 2. Etappe (a)  | Caen – Vire                            | 63,5 (EZF) | Romain Maes         | Romain Maes     |
| 2. Etappe (b)  | Vire – Rennes                          | 119,5      | Eloi Tassin         | Jean Fontenay   |
| 3. Etappe      | Rennes – Brest                         | 244        | Pierre Cloarec      | Jean Fontenay   |
| 4. Etappe      | Brest – Lorient                        | 174        | Raymond Louviot     | René Vietto     |
| 5. Etappe      | Lorient – Nantes                       | 207        | Amédée Fournier     | René Vietto     |
| 6. Etappe (a)  | Nantes – La Rochelle                   | 144        | Lucien Storme       | René Vietto     |
| 6. Etappe (b)  | La Rochelle – Royan                    | 107        | Edmond Pagès        | René Vietto     |
| 7. Etappe      | Royan – Bordeaux                       | 198        | Raymond Passat      | René Vietto     |
| 8. Etappe (a)  | Bordeaux – Salies-de-Béarn             | 210,5      | Marcel Kint         | René Vietto     |
| 8. Etappe (b)  | Salies-de-Béarn – Pau                  | 68,5 (EZF) | Karl Litschi        | René Vietto     |
| 9. Etappe      | Pau – Toulouse                         | 311        | Edward Vissers      | René Vietto     |
| 10. Etappe (a) | Toulouse – Narbonne                    | 148,5      | Pierre Jaminet      | René Vietto     |
| 10. Etappe (b) | Narbonne – Béziers                     | 27 (EZF)   | Maurice Archambaud  | René Vietto     |
| 10. Etappe (c) | Béziers – Montpellier                  | 70,5       | Maurice Archambaud  | René Vietto     |
| 11. Etappe     | Montpellier – Marseille                | 212        | Fabien Galateau     | René Vietto     |
| 12. Etappe (a) | Marseille – Saint-Raphaël              | 157        | François Neuens     | René Vietto     |
| 12. Etappe (b) | Saint-Raphaël – Monaco                 | 121,5      | Maurice Archambaud  | René Vietto     |
| 13. Etappe     | Monaco – Monaco                        | 101,5      | Pierre Gallien      | René Vietto     |
| 14. Etappe     | Monaco – Digne-les-Bains               | 175        | Pierre Cloarec      | René Vietto     |
| 15. Etappe     | Digne-les-Bains – Briançon             | 219        | Sylvère Maes        | Sylvère Maes    |
| 16. Etappe (a) | Briançon – Bonneval-sur-Arc            | 126        | Pierre Jaminet      | Sylvère Maes    |
| 16. Etappe (b) | Bonneval-sur-Arc – Bourg-Saint-Maurice | 64,5 (EZF) | Sylvère Maes        | Sylvère Maes    |
| 16. Etappe (c) | Bourg-Saint-Maurice – Annecy           | 103,5      | Antoon van Schendel | Sylvère Maes    |
| 17. Etappe (a) | Annecy – Dole                          | 226        | François Neuens     | Sylvère Maes    |
| 17. Etappe (b) | Dole – Dijon                           | 59 (EZF)   | Maurice Archambaud  | Sylvère Maes    |
| 18. Etappe (a) | Dijon – Troyes                         | 151        | René Le Grevès      | Sylvère Maes    |
| 18. Etappe (b) | Troyes – Paris                         | 201        | Marcel Kint         | Sylvère Maes    |